# Штюлинген (ландграфство)
Штюлинген (нем.  Stühlingen) — небольшое государство в юго-западной части Священной Римской империи, в Шварцвальде, у границ со Швейцарией.
Образованное около 1120 года, ландграфство Штюлинген достигло своего расцвета в XIII — XIV веках в период правления династии Лупфен. В это время к Штюлингену были присоединены значительные территории в юго-западной Германии: Гогенховен, Бонндорф, Роггенбах, в результате чего государство превратилось в одно из влиятельнейших княжеств Шварцвальда.
В 1524 — 1525 годах ландграфство стало ареной одного из наиболее крупных выступлений крестьян в период Крестьянской войны в Германии.
В 1582 — 1603 годах Штюлинген перешёл под власть Конрада Паппенгеймма, фельдмаршала имперской армии, однако уже в 1614 году княжество было разделено: северная часть была присоединена к владениям графов Фюрстенбергов, южная в качестве имперского графства Бонндорф - к монастырю Святого Власия.
В 1806 году, когда территории Фюрстенбергов были медиатизированы более крупными государствами, Штюлинген отошел к великому герцогству Баден.